# Districtul Cigánd
Cigánd (în maghiară Cigándi járás) este un district în județul Borsod-Abaúj-Zemplén, Ungaria.
Districtul are o suprafață de 389,99 km2 și o populație de 16.294 locuitori (2013).